# پریان (پرنده)
پریان یا پرنده پرکلفت (انگلیسی: Prion) نوعی پرنده است.

## گونه‌ها
- Pachyptila
  - پریان پری Pachyptila turtur
  - پریان نوک‌باریک Pachyptila belcheri
  - پریان بدبو Pachyptila crassirostris
  - پریان نوک‌پهن Pachyptila vittata
  - پریان جنوبگان Pachyptila desolata
  - پریان نوک‌متوسط Pachyptila salvini
- Halobaena
  - مرغ باران آبی Halobaena caerulea